# ギニアビサウの国旗
ギニアビサウの国旗（ポルトガル語: Bandeira da Guiné-Bissau）は独立に伴い、1973年に制定された。
汎アフリカ色と黒い星を用いたこのデザインは、もともとは同国の独立運動の中心を担ったギニア・カーボベルデ独立アフリカ党（PAIGC)の党旗であった。そのため、同じくPAICGが独立に導き、一時は国家併合を計画していたカーボベルデの旧国旗とも酷似している。ポルトガル統治時代は、ポルトガルの国旗が掲げられた。

ギニア・カーボベルデ独立アフリカ党の党旗
?現在の国旗（縦横比2:3の別タイプ）

## 歴史的な旗

?提案されたポルトガル領ギニアの旗
?ポルトガル植民地総督の旗
?ポルトガル植民地高等弁務官の旗